# Хлоя Бріджес
Хлоя Бріджес (англ. Chloe Bridges; 27 грудня 1991, Луїзіана, США) — американська акторка. Виконавиця ролей Зої у ситкомі «Фредді» (2005—2006) і Дани Тернер у телефільмі «Рок-табір 2: Фінальна битва» (2010). 
Бріджес пробувалася на роль Мітчі Торрес у першому фільмі «Рок-табір», але її отримала Демі Ловато. Вона також з'явилася у фільмах 2009 р. «Блондинки в законі» та «Незабудка».
У березні 2012-го Бріджес зіграла Донну Ладонну у приквелі телесеріалу «Секс і місто» — «Щоденники Керрі», прем'єра якого відбулася в січня 2013 р. У квітні 2014 р. вона отримала постійну роль в п'ятому сезоні серіалу «Милі ошуканки».

## Фільмографія
| Рік  | Назва                       | Роль           | Примітки        |
| ---- | --------------------------- | -------------- | --------------- |
| 2008 | Аутсайдери                  | Теммі Андерсон |                 |
| 2009 | Блондинки в законі          | Ешлі Мідоуз    | Direct-to-video |
| 2009 | Незабудка                   | Лейла          |                 |
| 2010 | Рок-табір 2: Фінальна битва | Дана Тернер    | Телефільм       |
| 2011 | Найгірший випускний         | Нів Спернак    | Телефільм       |
| 2013 | Вихідні у родинному колі    | Кет            |                 |
| 2013 | Соціальний кошмар           | Емілі Гарґров  | Телефільм       |
| 2014 | Mantervention               | Кейті          |                 |
| 2015 | Останні дівчата             | Паула          |                 |
| 2015 | Нічне світло                | Ніа            |                 |
| 2016 | Весільний погром            | Хлоя           |                 |
| 2018 | Little Bitches              | Брук           |                 |
| 2018 | Game Over, Man!             | Даяна          |                 |
| 2019 | Airplane Mode               | Дженна         |                 |
| 2020 | Browse                      | Вероніка       |                 |
| 2021 | Love, for Real              | Гейлі          | телефільм       |

| Рік       | Назва                     | Роль               | Примітки                  |
| --------- | ------------------------- | ------------------ | ------------------------- |
| 2005–2006 | Фредді                    | Зої Морено         | Головна роль, 21 епізод   |
| 2006      | Джордж Лопез              | Зої Морено         | 1 епізод                  |
| 2008      | З голови Джиммі           | Ундіна             | 1 епізод                  |
| 2011      | 90210                     | Алексіс            | 3 епізодів                |
| 2011      | Передмістя                | Місті              |                           |
| 2012      | Новенька                  | Хлоя               |                           |
| 2013–2014 | Щоденники Керрі           | Донна Ладонна      | Головна роль; 26 епізодів |
| 2015      | Різзолі та Айлз           | Торі Ґеррет        | 1 епізод                  |
| 2015-2016 | Faking It                 | Зіта               | 5 епізодів                |
| 2016      | Adam Devine's House Party | Ельфиня дерева     | 1 епізод                  |
| 2016      | The Grinder               | Каліста            | 1 епізод                  |
| 2014-2017 | Милі ошуканки             | Сідні Дрісколл     | 10 епізодів               |
| 2017      | Daytime Divas             | Кіббі Ейнслі       | 10 епізодів               |
| 2018      | Skinny Dip                | Ріка Джейн Спілман | 1 епізод                  |
| 2019      | Чародійки                 | Роксі              | 2 епізоди                 |
| 2018-2019 | Insatiable                | Роксі              | 5 епізодів                |
| 2019      | Новобранець               | Стефані Девіс      | 1 епізод                  |
| 2020      | Schooled                  | Палома             | 2 епізоди                 |
| 2022      | Праведні Джемстоуни       | Меган              | 2 епізоди                 |
| 2022      | Меггі                     | Джессі             | 13 епізодів               |

| Рік  | Назва               | Виконавець                 |
| ---- | ------------------- | -------------------------- |
| 2009 | «Remember December» | Демі Ловато                |
| 2010 | «It's On»           | Camp Rock 2: The Final Jam |